# Chinese pitta
De Chinese pitta (Pitta nympha) is een vogelsoort uit de familie van pitta's (Pittidae).

## Kenmerken
De Chinese pitta lijkt op de blauwvleugelpitta en de negenkleurige pitta. Kenmerkend voor deze pitta is de smalle, licht okerkleurige wenkbrauwstreep die tot in de nek doorloopt

## Leefwijze
Hoewel de dieren kunnen vliegen, geven ze er doorgaans de voorkeur aan om op de grond te blijven. Hun voedsel vinden ze op bosbodem en bestaat uit ongewervelde dieren zoals insecten en slakken maar ook wel kleine hagedissen.

## Verspreiding en leefgebied
De Chinese pitta komt voor in het oosten van Azië in Japan, Zuid-Korea, zuidelijk en oostelijk China en Taiwan. De vogel overwintert voornamelijk op Borneo (Sabah, Sarawak, Brunei en Kalimantan). Het leefgebied van de vogel is altijd groen blijvend subtropisch bos in laagland. In het overwinteringsgebied komt deze pitta ook voor in tropisch regenwoud op berghellingen tot 3500 m boven de zeespiegel.

## Status
De grootte van de populatie is in 2001 geschat op 1500-7000 volwassen vogels. De broedhabitat van de Chinese pitta wordt bedreigd door ontbossing (voor landbouwkundig gebruik). De vangst voor de siervogelhandel van deze prachtige vogel vormt ook een bedreiging. Daarom staat deze pitta als kwetsbaar op de Rode Lijst van de IUCN.

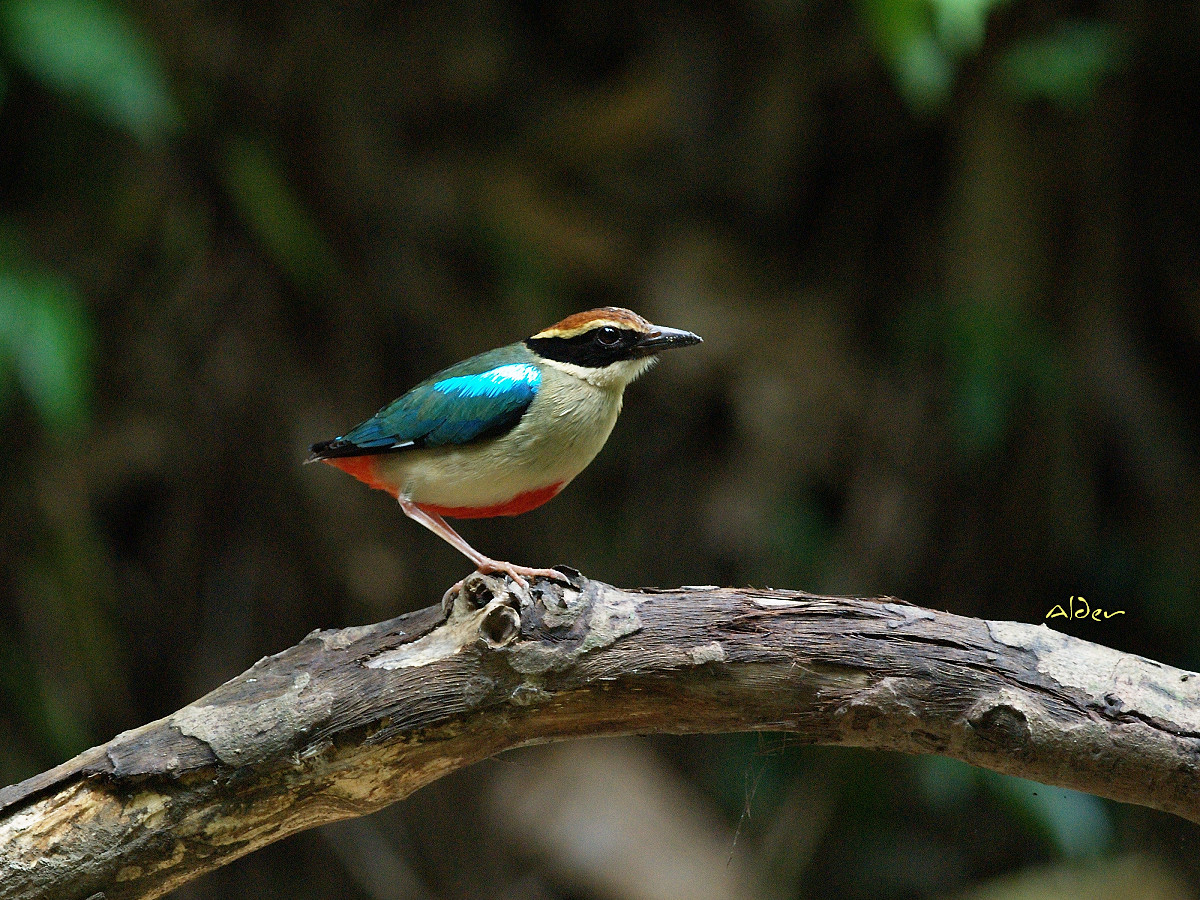
Chinese pitta in Taiwan